# Kazimierz Naskręcki
Kazimierz Tadeusz Naskręcki (ur. 4 marca 1938 w Kaliszu) – polski wioślarz, olimpijczyk (Tokio 1964).

## Życiorys
W 1955 złożył egzamin dojrzałości w I Liceum Ogólnokształcącym im. Adama Asnyka w Kaliszu, następnie w 1966 ukończył studia w Wyższej Szkole Wychowania Fizycznego we Wrocławiu.
Początkowo był zawodnikiem Kaliskiego Towarzystwa Wioślarskiego, później AZS Wrocław oraz Zawiszy Bydgoszcz. Olimpijczyk z Igrzysk Olimpijskich w Tokio 1964, gdzie wiosłował w finale dwójki ze sternikiem (6. miejsce, partnerzy: Marian Siejkowski, sternik Stanisław Kozera). Był 12-krotnym mistrzem Polski w dwójce bez i ze sternikiem (w latach 1956-1967), medalistą Mistrzostw Europy (Amsterdam 1964 – 3. miejsce dwójka ze sternikiem, partnerzy: Marian Siejkowski, sternik Stanisław Kozera), a także uczestnikiem Mistrzostw Europy (Poznań 1958 – 5. miejsce czwórka ze sternikiem, Mâcon 1959 – 5. miejsce ósemka ze sternikiem, Duisburg 1965 – 8. miejsce dwójka ze sternikiem) i finalistą Mistrzostw Świata (Lucerna 1962 – 4. miejsce dwójka bez sternika).
Po zakończeniu kariery zawodniczej został trenerem polskiej kadry narodowej w latach 1969–1975 (podczas Olimpiady w Monachium w 1972 trenowana przez K. Naskręckiego ósemka ze sternikiem zajęła 6. miejsce w finale), później trener klubów wrocławskich. Od 2010 trener Klubu Wioślarskiego „Gopło” w Kruszwicy. Mieszka we Wrocławiu i Kruszwicy.
Kazimierz Naskręcki pochodzi z kaliskiej rodziny o tradycjach wioślarskich: jego brat cioteczny Ryszard Rasztar (ur. 19 grudnia 1937 w Kaliszu, zm. 2016), zawodnik KTW Kalisz, AZS Wrocław, Zawisza Bydgoszcz, był 2-krotnym finalistą Mistrzostw Europy (Poznań 1958 – 5. miejsce czwórka ze sternikiem, Amsterdam 1964 – 5. miejsce ósemka ze sternikiem) oraz wielokrotnym finalistą Mistrzostw Polski (Mistrz Polski 1960 - czwórka ze sternikiem), jego siostra Jadwiga Krysiak zd. Naskręcka (KTW Kalisz) w 1962 zdobyła wicemistrzostwo Polski juniorek w czwórce ze sternikiem oraz w ósemce ze sternikiem, zawodnikiem KTW Kalisz był także brat K. Naskręckiego - Karol Naskręcki (ur. 1940, zm. 2024).